# Jonas Valfridsson
Jonas Valfridsson, född 26 februari 1980 i Jönköping, är en svensk tonsättare.

## Biografi
Jonas Valfridsson har en magisterexamen i komposition och har studerat vid Gotlands Tonsättarskola, Musikhögskolan i Göteborg, Conservatoire National Supérieur de Musique et Danse i Paris samt Kungliga Musikhögskolan i Stockholm. Bland hans lärare kan nämnas Ole Lützow-Holm, Åke Parmerud, Pär Lindgren och Marco Stroppa. 
Tonvikten i Jonas Valfridssons komponerande ligger på orkestermusiken. Genom sin mix av såväl modernistiska uttryck som  klassisk tradition, skapar han med sin färgstarka instrumentering, en orkestermusik som präglas av ett lidelsefullt uttryck, ett organiskt musikaliskt flöde och en mystisk skönhet. 
Jonas Valfridsson har haft stora framgångar i en rad prestigefyllda tonsättartävlingar. 2007 fick han ta emot tredje pris i Toru Takemitsu Composition Award för orkesterverket In Killing Fields Sweet Butterfly Ascend, som uruppfördes av Tokyo Symphony Orchestra. 2010 vann han Uppsala tonsättartävling med orkesterverket The Only Thing That You Keep Changing Is Your Name, och 2013 Anne-Sophie Mutter Fund/Norrköpings Symfoniorkesters kompositionstävling med A Sudden Recollection: Le Jardin des Plantes. 
Under 2014 var Jonas Valfridsson composer-in-residence hos Sinfonietta Riga vilket bland annat resulterade i beställningsverket Bikernieku Mezs,  komponerat till minne av de runt 40000 människor (mest judar) som mördades där under den tyska ockupationen.
Efter en resa till Japan tillkom Temples of Kamakura (2014-15) för Norrköpings Symfoniorkester, som uruppfördes under dirigenten Michael Francis ledning. Var och en av de fyra satserna beskriver ett av de gamla templen i Kamakura.
Mellan 2017 och 2019 komponerade Jonas Valfridsson en trilogi av orkesterverk inspirerade av John Bauers sagomålningar. Solistprisvinnaren Sebastian Stevensson och Musica Vitae uruppförde Svanhamnen, en concertino för fagott och stråkorkester, i januari 2018,  och i november samma år var det premiär för hans stora John Bauer-svit 1918. Den sexsatsiga sviten för kör och orkester komponerades till 100-årsminnet av att John Bauer och hans familj så tragiskt omkom när båten S/S Per Brahe förliste i Vättern en stormig novembernatt. Verket beställdes av Jönköpings Sinfonietta och Norrköpings Symfoniorkester och uruppfördes i Bauers hemstad Jönköping.
Säsongen 2019-2020 var Jonas Valfridsson tonsättarprofil hos Dalasinfoniettan. Under perioden tillkom den tredje delen i trilogin, John Bauer Overture.
Jonas Valfridsson har också komponerat en rad kammarmusikverk som framförts runt om i världen. I dessa sammanhang jobbar han gärna med kammarensemble i kombination med live-elektronik, och låter elektroniken inspirera till nya instrumentala klanger.
Jonas Valfridsson arbetar gärna gränsöverskridande, som i det uppmärksammade samarbetet med  den hyllade synthpopduon Kite, där han gjorde orkesterarrangemangen till deras utsålda konsertföreställning på Kungliga operan 2019, en konsert som sändes i Sveriges Television hösten 2020.
Sedan 2013 förläggs Jonas Valfridssons musik av Gehrmans Musikförlag.

## Priser, utmärkelser och tonsättarresidens
- 2007 Toru Takemitsu Award (tredje pris för In Killing Fields Sweet Butterfly Ascend)
- 2009 Vistelsestipendium till Internationales Künstlerhaus Villa Concordia i Bamberg[3], Tyskland
- 2010 Uppsala tonsättartävling (första pris för The Only Thing That You Keep Changing Is Your Name)
- 2013 Anne-Sophie Mutter Fund/Norrköpings Symfoniorkesters kompositionstävling (första pris för A Sudden Recollection: Le Jardin des Plantes)
- 2014 Composer-in residence hos Sinfonietta Riga, Lettland
- 2019-2020 Tonsättarprofil hos Dalasinfoniettan

## Verkförteckning

### Orkesterverk
- In Killing Fields Sweet Butterfly Ascend (2005)
- A Spark in the Deep Dark (2009/rev.2019)
- The Only Thing That You Keep Changing is Your Name (2009)
- A Sudden Recollection: Le Jardin des Plantes (2013)
- A Fragmented Memory; My Overgrown Little Tree House (2013)
- A Dragon Kiss Always Ends in Ashes (2014)
- Black Balzams (2014)
- Bikernieku Mezs (Bikernieki Forest) (2015)
- Temples of Kamakura (2015)
- Svanhamnen: fagottconcertino (2017)
- John Bauer-svit 1918 (2018)
- John Bauer Overture (2019)

#### Kammarmusik
- Jag är ingens mor (2003) violin, cello, piano
- You Tried So Hard To Make Us Away (2007)  2 violiner och elektronik 5.1
- Sömnen (2008) flöjt, violin, cello, mezzo, piano och elektronik 5.1. Text: Katarina Frostenson
- You Live on my Skin (2012) klarinett, stråkkvartett
- The Omnipollo Quintet (2012) brasskvintett
- Svanhamnen - fagottconcertino (2017) solofagott , piano
- Worpswede Triptyk (2018) violin, piano
- Five Broken Promises (2019) flöjt, oboe, basklarinett och stråkkvartett
- Stråkkvartett #3 (2020)

##### Vokalmusik
- Du bär evigheten i ditt bröst (2013) SATB, slagverk, pukor, piano och trombon